# Werner Queck
Werner Heinz Queck (* 2. Juni 1929 in Planitz; † 31. Dezember 1982 in Dresden) war ein deutscher Architekt. Von 1971 bis 1982 war er ordentlicher Professor für Wohn- und Gesellschaftsbauten an der Sektion Architektur der TU Dresden.

## Leben
Werner Heinz Queck wurde am 2. Juni 1929 in Planitz geboren. Er begann 1945 eine Maurerlehre in Zwickau, legte 1948/49 sein Abitur an der Arbeiter-und-Bauern-Fakultät in Leipzig ab und nahm 1949 ein Architekturstudium an der Technischen Hochschule Dresden auf. Dieses schloss er 1955 mit dem Diplom ab und wurde anschließend Assistent am Lehrstuhl für Gebäudelehre an der TH Dresden. Von 1960 bis 1965 war er ebendort Oberassistent. Nachdem er 1964 in Dresden promoviert hatte, wurde er dort 1965 Leiter der Forschungs- und Entwicklungsstelle für Technologie der Hoch- und Fachschulbauten an der Fakultät für Bauwesen.
1970 erhielt Queck seine Facultas Docendi und wurde im selben Jahr Direktor des Instituts für Hoch- und Fachschulbau an der Technischen Universität Dresden, ehe der Architekt ebenda im Jahr 1971 zum ordentlichen Professor für Wohn- und Gesellschaftsbauten der Sektion Architektur ernannt wurde. Diesen Posten hatte er bis zu seinem Tod 1982 inne.
Queck starb am 31. Dezember 1982 in Dresden.

## Schriften
Autorenschaft
- Grundlagenerarbeitung für die Typenprojektierung von Klubgaststätten in sozialistischen Wohnkomplexen (Dissertation), Dresden, 1964.
- Ingenieurtaschenbuch Bauwesen, 1967.

Herausgeberschaft
- Stand und Entwicklungstendenzen im Hochschulbau. In: TU Dresden, Institut für Hoch- und Fachschulbau, Dresden, 1970.